# Лазарь
Ла́зарь — мужское имя, греческая форма имени еврейского происхождения. На иврите произносят как Эльазар (ивр. אֶלְעָזָר‎ — буквально «Бог помог») или Элиэзер (אליעזר‎ — «Бог мой — помощь»). От этого имени произошла фамилия Лазарев.
Под этим именем в евангелиях известны:
- Лазарь — брат Марфы и Марии, дом которых в Вифании был любимым местом отдохновения Иисуса Христа и которого Христос воскресил из мертвых (Иоанн. XI, 17-45); воспоминание об этом чуде празднуется церковью в так называемую Лазареву субботу, перед Вербным воскресеньем.
- Лазарь — беспомощный бедняк, по евангельской притче, лежавший у ворот бессердечного богача (Лук. XVI, 19-31).

Положение этих лиц в загробной жизни является источником проповеднического назидания, например у Иоанна Златоуста сочинение «Семь слов о Лазаре».

## Именины
В православии:
- 21 марта — Лазарь Муромский (Мурманский), Олонецкий
- 8 апреля — Лазарь Четверодневный, Китийский, друг Божий
- 10 апреля — Лазарь Персидский
- 6 мая — Лазарь Болгарский
- 3 июня — Лазарь Муромский (Мурманский), Олонецкий
- 25 июня — Лазарь Прозорливый, Псково-Печерский и Лазарь Муромский (Мурманский), Олонецкий
- 28 июня — Лазарь Сербский
- 2 июля — Лазарь Прозорливый, Псково-Печерский
- 30 июля — Лазарь Галисийский
- 30 октября — Лазарь Четверодневный, Китийский, друг Божий
- 20 ноября — Лазарь Галисийский
- 30 ноября — Лазарь Константинопольский, иконописец